# Waltonia
Waltonia — рід грибів родини Dermateaceae. Назва вперше опублікована 1970 року.

## Класифікація
До роду Waltonia відносять 1 вид:
- Waltonia pinicola